# 할슈타트호

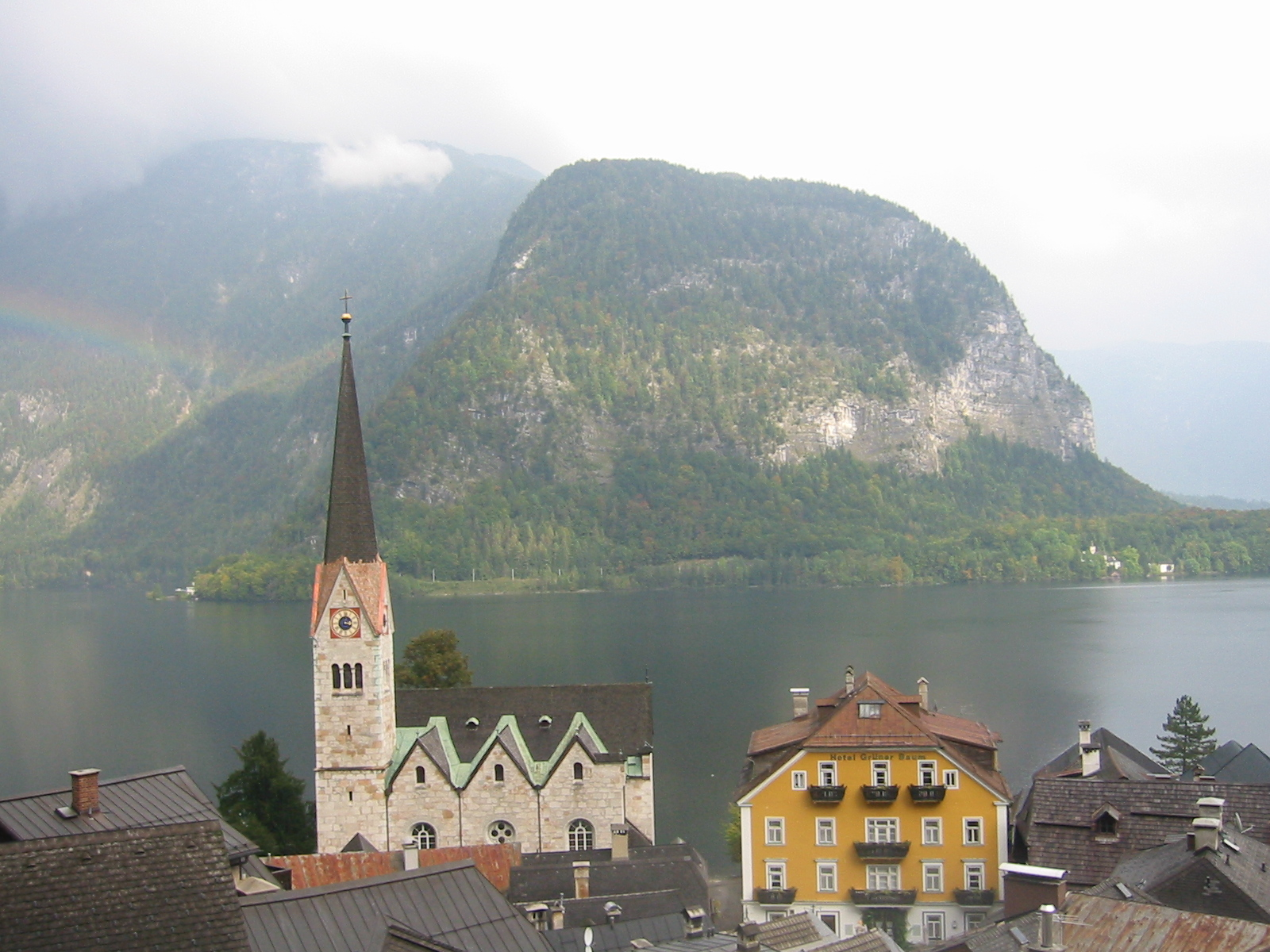
할슈타트 호

할슈타트(독일어: Hallstätter See)는 오스트리아 오버외스터라이히주에 위치한 호수로 최대 길이는 5.9 km, 최대 너비는 2.3 km, 수면적은 8.55 km2, 최대 수심은 125m, 수면 높이는 508m이다.